# Wyspa

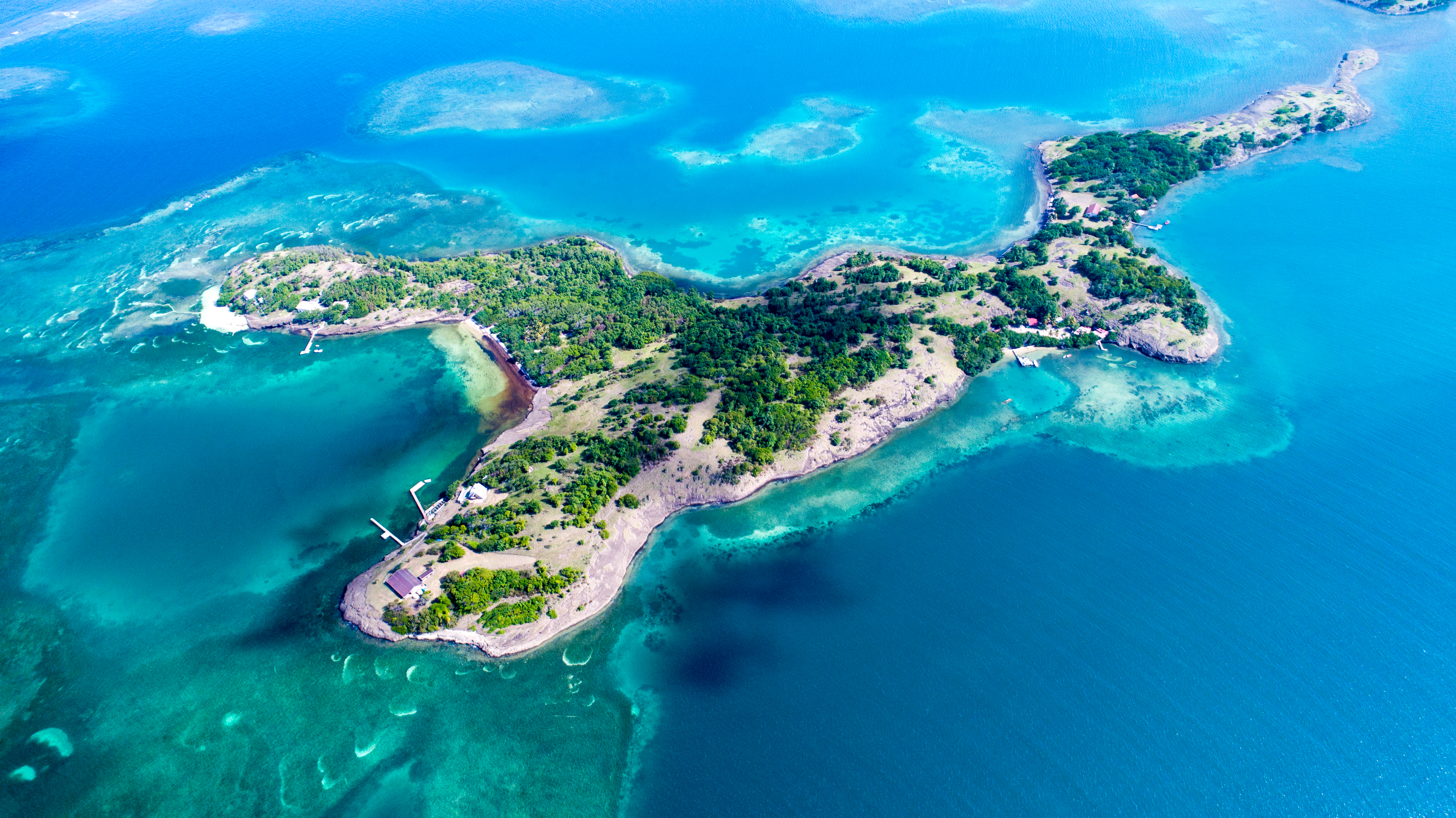
Wyspa Îlet Long na Oceanie Atlantyckim (rejon francuskiej Martyniki)

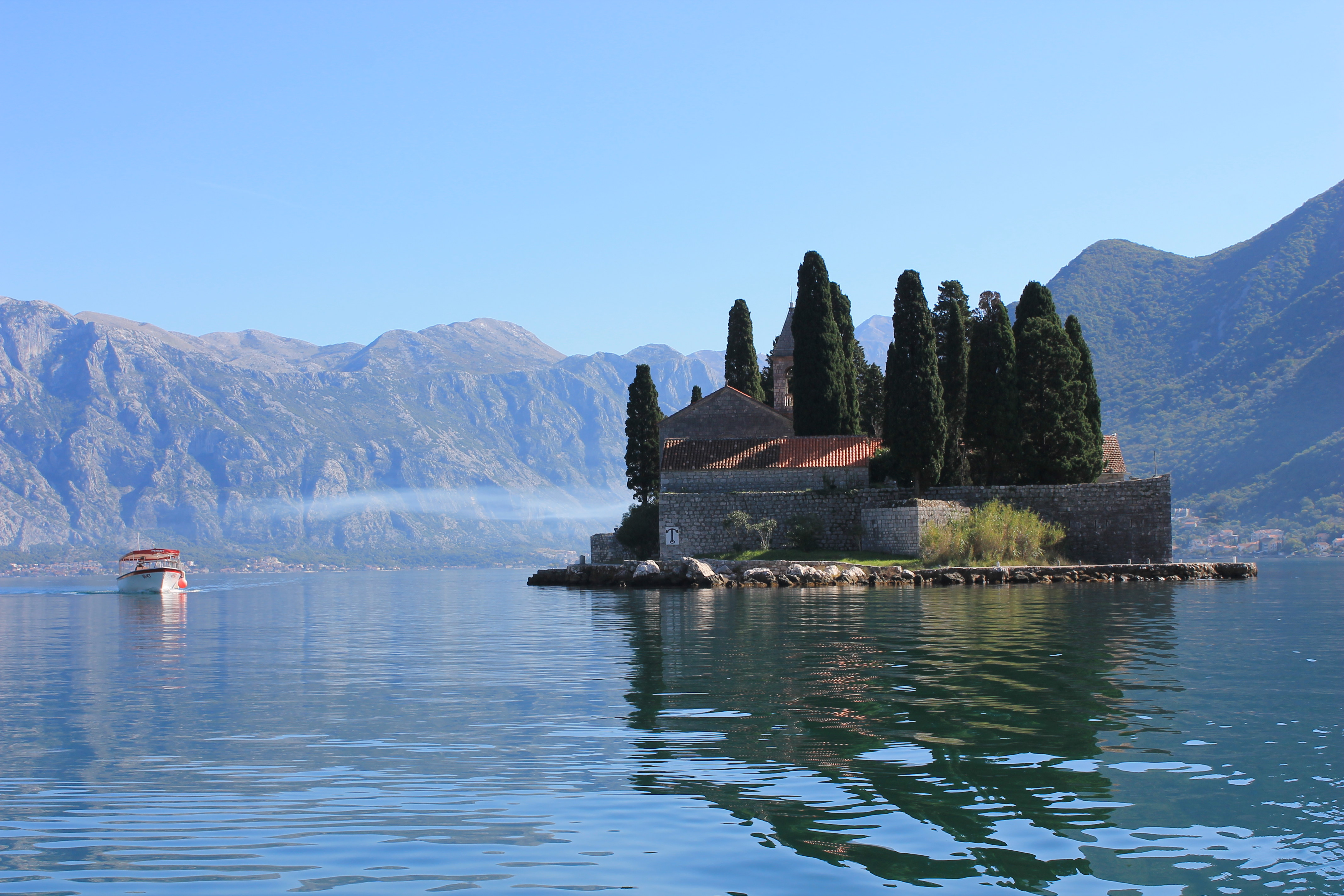
Wyspa Sveti Đorđe w Zatoce Kotorskiej

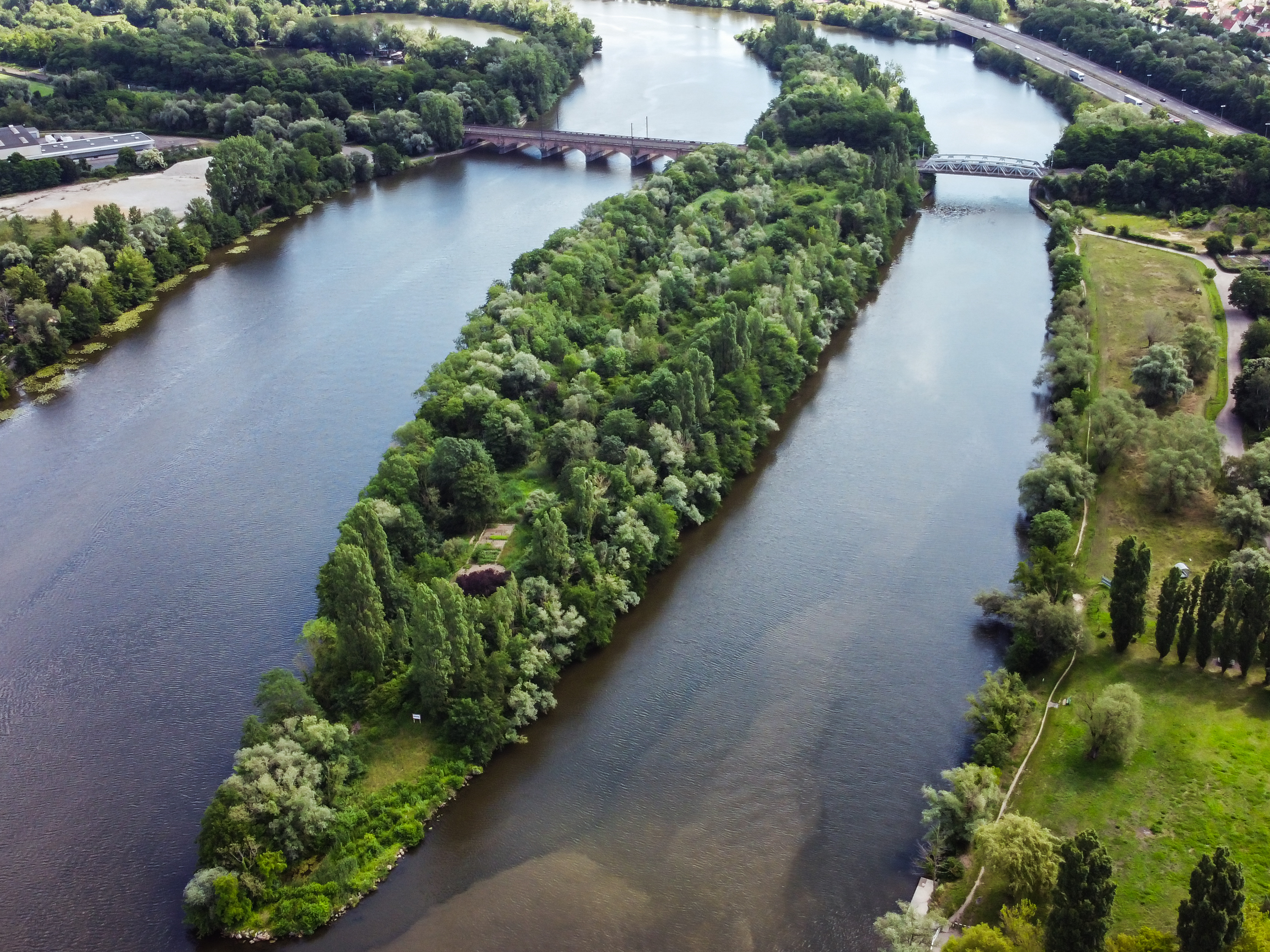
Wyspa Île aux Papillons na Mozeli

Wyspa – trwały fragment lądowej powierzchni Ziemi, który jest otoczony ze wszystkich stron wodą. Wyspy istnieją na rzekach, jeziorach, stawach, morzach i oceanach. Za wyspy nie uznaje się ruchomych ławic piaszczystych ani obszarów lądu zalewanych podczas przypływów. 
Nie ma obiektywnego kryterium podziału na wyspy oraz kontynenty. Przyjęło się uznawać, że największą wyspą jest Grenlandia o powierzchni ponad 2,1 mln km², a najmniejszym kontynentem Australia o powierzchni ponad 7,6 mln km². Dużych wysp o powierzchni ponad 1 km² jest 21 818. Zajmują one powierzchnię 9 938 964 km², a łączna długość ich linii brzegowej wynosi 1 304 762 km. Małych wysp o powierzchni poniżej 1 km² jest 319 tys. Ich łączna powierzchnia wynosi 20 589 km², a długość linii brzegowej 321 774 km.
Wyspy mogą być samotne albo mogą tworzyć skupiska – archipelagi, przy czym te ostatnie grupowane są zarówno według kryteriów geograficznych, jak i geologicznych.

## Powstawanie wysp
Wyspy mogą powstawać na skutek:
- zanurzenia lądu o urozmaiconej rzeźbie powierzchni,
- nierównomiernego wypiętrzenia obszaru szelfowego,
- budującej działalności fal morskich,
- działalności organizmów żywych (wyspa koralowa),
- działalności podwodnych wulkanów (wyspa wulkaniczna),
- trzęsienia ziemi,
- akumulacji osadów na obszarze delty,
- działalności człowieka – sztuczne wyspy, np. torpedownia w Gdyni czy Palm Islands w Dubaju[6].

Szczególnym przypadkiem są wyspy pływowe, które okresowo tracą połączenie z lądem stałym podczas przypływów.

## Podział wysp
Generalnie wyspy dzielą się na kontynentalne i oceaniczne, przy czym podział ten nie jest całkowicie precyzyjny, co może prowadzić do różnego zaszeregowania tych samych obiektów.

### Wyspy kontynentalne
Do tej kategorii zaliczane są wyspy leżące w pobliżu kontynentu, na jego szelfie kontynentalnym. Takimi wyspami kontynentalnymi są np. Trynidad i Barbados w Ameryce Południowej, Grenlandia w Ameryce Północnej, Tasmania w Australii, Sumatra, Borneo i Jawa w Azji oraz Wyspy Brytyjskie, Sycylia, Sardynia i Korsyka w Europie.
Odrębną podkategorię stanowią wyspy mikrokontynentalne powstałe na odrębnych płytach tektonicznych. Przykładami są Nowa Zelandia i Nowa Kaledonia na Oceanie Spokojnym, Madagaskar na wschód od Afryki, czy Wyspy Kerguelena na Oceanie Indyjskim.
Inną podkategorię stanowią wyspy powstałe z łach piaszczystych nanoszonych w wyniku działania prądów morskich lub materiału lądowego wynoszonego przez ujścia większych rzek. Przykładami są tu Mierzeja Helska i Mierzeja Wiślana, które w przeszłości były takimi wyspami.

### Wyspy oceaniczne

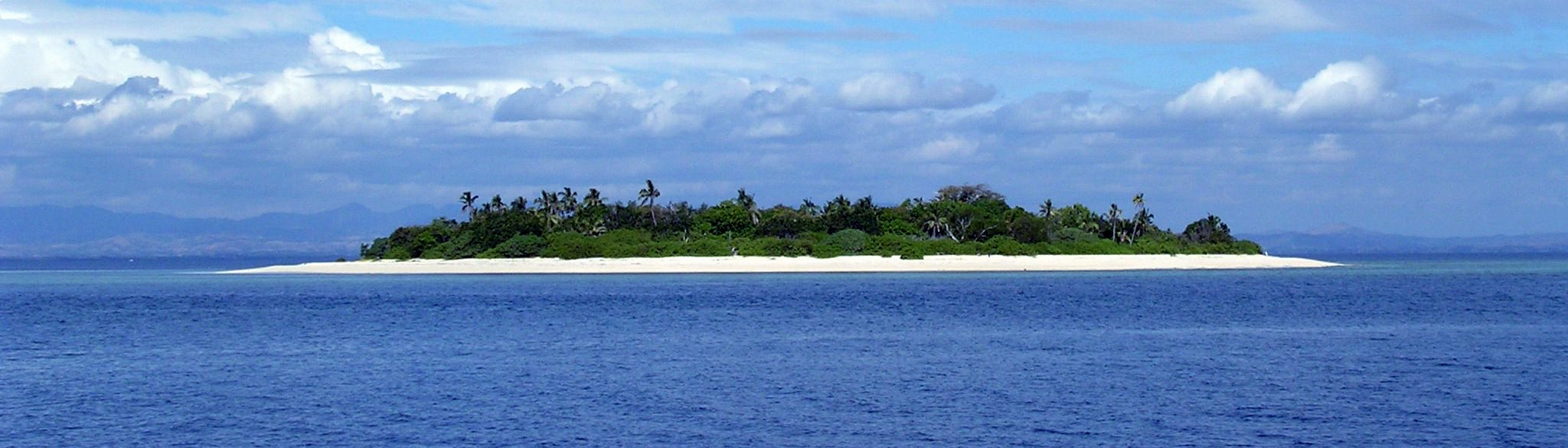
Mała wyspa oceaniczna w archipelagu Fidżi

Do tej kategorii zalicza się wyspy niezwiązane z szelfem kontynentalnym. W ogromnej większości są one pochodzenia wulkanicznego. Zazwyczaj układają się w łańcuchy powstające na granicach płyt tektonicznych lub w obrębie jednej płyty, przemieszczającej się nad plamą gorąca (ang. hot spot). Pierwszy typ reprezentują archipelagi będące łukami wyspowymi. Przykładami są tu archipelagi Marianów, wyspy Riukiu, Kuryle i Aleuty na Pacyfiku oraz Małe Antyle i Sandwich Południowy na Atlantyku. Archipelagi powstałe nad plamą gorąca mają prostoliniowy przebieg. Przykładami są Hawaje, leżące na Grzbiecie Hawajskim na Oceanie Spokojnym oraz Tristan da Cunha na Grzbiecie Wielorybim na Oceanie Atlantyckim. Trzecim rodzajem wysp wulkanicznych są wyspy znajdujące się na grzbiecie śródoceanicznym, jak Islandia i Jan Mayen, obie na Północnym Atlantyku.
Inna sytuacja ma miejsce, gdy fragment płyty tektonicznej (płyty oceanicznej) zostanie wyniesiony ponad powierzchnię oceanu. Przykładami są Wyspy Świętego Piotra i Pawła na Atlantyku oraz Macquarie na Pacyfiku.
Innego typu wyspami oceanicznymi są atole, efekt budowy rafy koralowej wokół zanurzającej się wyspy wulkanicznej. Koralowce rozbudowują rafę aż do powierzchni oceanu, stając się zaczynem do powstania wyspy. Charakterystycznym przykładem są Malediwy na Oceanie Indyjskim.

## Etymologia nazwy
Słowo wyspa pochodzi od rdzenia ‘suć’ (iter. od ‘sypać’, scs. sъtь / sъpatь; na tej samej zasadzie co ‘wy-spa’, od tego samego rdzenia pochodzą wyrazy ‘o-spa’ czy ‘za-spa’) i zastąpiło dawniejsze słowo ostrów, używane w czasach dzisiejszych jedynie w nazewnictwie (np. Ostrów Lednicki, Ostrowiec, Ostrówek, Ostrowo, Ostrava) oraz otok (opływ wody), które to słowo w XV wieku straciło pierwotne znaczenie na rzecz (dzisiaj siniak) siności po uderzeniu.

## Największe wyspy na świecie
- Grenlandia 2 130 800 km²
- Nowa Gwinea 785 583 km²
- Borneo 748 168 km²
- Madagaskar 587 713 km²
- Ziemia Baffina 507 451 km²
- Sumatra 443 060 km²

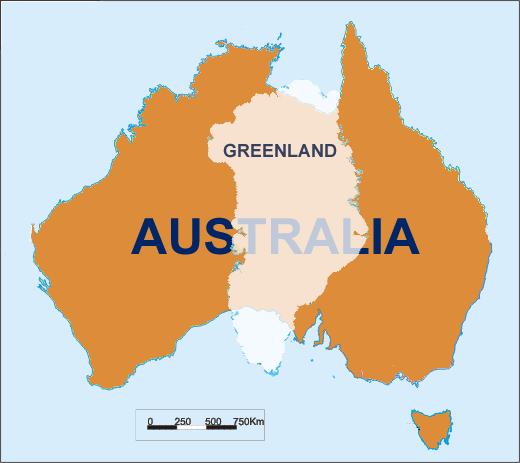
Porównanie rozmiarów najmniejszego kontynentu i największej wyspy świata

Według The World Factbook istnieje 94 państw i innych jednostek administracyjnych (terytoriów), które są wyspami i nie mają granic lądowych z innymi państwami.